# Fernando Vicente Fibla
Fernando Vicente Fibla (Benicarló, Castellón; 8 de marzo de 1977) es un tenista español.

## Títulos (5; 3+2)

### Individuales (3)
| Leyenda                |
| Grand Slam (0)         |
| Tennis Masters Cup (0) |
| ATP Masters Series (0) |
| ATP Tour (3)           |

| N.º | Fecha                | Torneo     | Superficie    | Oponente en la final | Resultado      |
| --- | -------------------- | ---------- | ------------- | -------------------- | -------------- |
| 1.  | 14 de junio de 1999  | Merano     | Tierra batida | Hicham Arazi         | 6-2 3-6 7-6(1) |
| 2.  | 17 de abril de 2000  | Casablanca | Tierra batida | Sébastien Grosjean   | 6-4 4-6 7-6(3) |
| 3.  | 4 de febrero de 2001 | Bogotá     | Tierra batida | Juan Ignacio Chela   | 6-4 7-6 (6)    |

### Finalista (3)
| N.º | Fecha                | Torneo      | Superficie    | Oponente en la final | Resultado                |
| --- | -------------------- | ----------- | ------------- | -------------------- | ------------------------ |
| 1.  | 14 de junio de 1999  | Casablanca  | Tierra batida | Alberto Martín       | 3-6, 4-6                 |
| 2.  | 17 de abril de 2000  | Kitzbuhel   | Tierra batida | Albert Costa         | 5-7, 2-6, 7-6(5), 6-7(4) |
| 3.  | 4 de febrero de 2001 | St. Poelten | Tierra batida | Nicolás Lapentti     | 5-7, 4-6                 |

### Clasificación en torneos del Grand Slam
| Torneo             | 2009 | 2008 | 2007 | 2006 | 2005 | 2004 | 2003 | 2002 | 2001 | 2000 | 1999 | 1998 | Títulos |
| ------------------ | ---- | ---- | ---- | ---- | ---- | ---- | ---- | ---- | ---- | ---- | ---- | ---- | ------- |
| Australian Open    | -    | -    | -    | 1R   | -    | -    | 3R   | 2R   | 1R   | 3R   | 1R   | -    | 0       |
| Roland Garros      | -    | -    | 1R   | 1R   | 3R   | 2R   | 3R   | 3R   | 1R   | 4R   | 2R   | 2R   | 0       |
| Wimbledon          | -    | -    | 1R   | 1R   | -    | -    | 1R   | 1R   | 1R   | 1R   | 2R   | -    | 0       |
| US Open            |      | -    | -    | 1R   | -    | -    | 1R   | 3R   | 2R   | 1R   | 2R   | 2R   | 0       |
| Tennis Masters Cup |      | -    | -    | -    | -    | -    | -    | -    | -    | -    | -    | -    | 0       |

### Dobles (2)
| Leyenda                |
| Grand Slam (0)         |
| Tennis Masters Cup (0) |
| ATP Masters Series (0) |
| ATP Tour (2)           |

| N.º | Fecha               | Torneo     | Superficie    | Pareja         | Oponentes en la final         | Resultado   |
| --- | ------------------- | ---------- | ------------- | -------------- | ----------------------------- | ----------- |
| 1.  | 24 de mayo de 2004  | Casablanca | Tierra batida | Enzo Artoni    | Yves Allegro Michael Kohlmann | 3-6 6-0 6-4 |
| 2.  | 23 de julio de 2006 | Amersfoort | Tierra batida | Alberto Martín | Lucas Arnold Christopher Kas  | 6-4 6-3     |

### Finalista (4)
| N.º | Fecha                 | Torneo    | Superficie    | Pareja         | Oponentes en la final          | Resultado      |
| --- | --------------------- | --------- | ------------- | -------------- | ------------------------------ | -------------- |
| 1.  | 1 de mayo de 2000     | Mallorca  | Tierra batida | Alberto Martín | Michaël Llodra Diego Nargiso   | 6-7(2), 6-7(3) |
| 2.  | 23 de abril de 2001   | Barcelona | Tierra batida | Alberto Martín | Donald Johnson Jared Palmer    | 6-7(2), 4-6    |
| 3.  | 15 de julio de 2002   | Umag      | Tierra batida | Albert Portas  | František Čermák Julian Knowle | 4-6, 4-6       |
| 4.  | 24 de febrero de 2003 | Acapulco  | Tierra batida | David Ferrer   | Mark Knowles Daniel Nestor     | 3-6 3-6        |